# Plakina fragilis
Plakina fragilis är en svampdjursart som beskrevs av Desqueyroux-Faúndez och van Soest 1997. Plakina fragilis ingår i släktet Plakina och familjen Plakinidae.
Artens utbredningsområde är havet kring Galapagosöarna. Inga underarter finns listade i Catalogue of Life.